# Manvil Billones
Manvil Billones (* 1. November 1993 in North Wales, Pennsylvania) ist ein philippinisch-US-amerikanischer Eishockeyspieler, der seit 2023 bei den Manila Mustangs in der philippinischen Liga spielt.

## Karriere
Manvil Billones wurde im US-Bundesstaat Pennsylvania geboren. Er spielte zu Beginn seiner Karriere für dortige Vereine aus Philadelphia. Während seines Studiums spielte er von 2014 bis 2018 für das Team der West Chester University in der American Collegiate Hockey Association, einer US-Hochschulliga. 2018 wechselte er in die philippinische Eishockeyliga. Nachdem er zunächst für die Manila Bearcats und Manila Bay Lightning aktiv war, steht er seit 2022 bei den Manila Mustangs auf dem Eis.

### International
Für die philippinische Nationalmannschaft spielte Billones erstmals bei der Weltmeisterschaft 2023 in der Division IV, als er als Topscorer des Turniers, drittbester Torschütze nach seinen Landsleuten Kenwrick Sze und Carl Montano und zweitbester Vorbereiter nach seinem Landsmann Steven Füglister maßgeblich zum Aufstieg in die Division III beitrug. Dort spielte er dann bei der Weltmeisterschaft 2024, als er zum besten Spieler seiner Mannschaft gewählt wurde. Bei beiden Turnieren war er Kapitän der Filipinos.

## Erfolge und Auszeichnungen
- 2023 Topscorer der Weltmeisterschaft der Division IV
- 2023 Aufstieg in die Division III, Gruppe B, bei der Weltmeisterschaft der Division IV